# Skoki (przystanek kolejowy na Białorusi)
Skoki (biał. Скокі, ros. Скоки) – przystanek kolejowy w Brześciu, w obwodzie brzeskim, na Białorusi. Leży na linii Brześć – Białystok.
Nazwa pochodzi od pobliskiej miejscowości Skoki.